# 頑張れ、友よ!
「頑張れ、友よ!」（がんばれ、ともよ!）は、A.B.C-Zの楽曲。9作目のシングルとして、2020年10月21日にポニーキャニオンから発売。

## 概要
表題曲は、メンバー主演の映画『オレたち応援屋!!』の主題歌であり、依頼を受けて江頭2:50が初めて作詞を手掛けている。10月7日には、そのことがメンバーに明かされた場面も入ったスポット映像がYoutubeで公開された。また、アレンジを担当したのは亀田誠治で、A.B.C-Zとは初タッグとなる。
初回限定盤A・B、通常盤の3種類での発売となり、それぞれ収録曲・ジャケット写真ともに異なる。初回限定盤Aには「Trust in yourself」が、初回限定盤Bにはロックバンド LEGO BIG MORLのタナカヒロキが作詞した「サヨナラキス」が、それぞれのオリジナル・カラオケと共に収録されている。通常盤には、カップリング曲「また出会える日まで」「Go For All」とオリジナル・カラオケ1曲が収録されている。
初回限定盤A・BにはDVDも付属しており、初回限定盤Aには表題曲のミュージックビデオやダンスクリップが、初回限定盤Bにはメンバーが自作したオリジナル力士で紙相撲大会に挑む「第一回 A.B.C-Z紙相撲!!〜オレたち応援屋!!場所〜」と表題曲のレコーディング映像を使用したイメージクリップ（Full ver.）が収録される。イメージクリップではメンバーのインタビューの他、レコーディング中にメンバーがサプライズで作詞家の名前を告げられた時の様子も見ることができる。

## 予約購入先着特典
- 初回限定盤A - クリアファイルA ver.[3]
- 初回限定盤B - クリアファイルB ver.[3]
- 通常盤 - クリアファイルC ver.[3]

## 収録曲

### CD

#### 通常盤
1. 頑張れ、友よ! [4:14]
作詞：江頭2:50、作曲：ミライショウ、編曲：亀田誠治
  - A.B.C-Z主演 映画『オレたち応援屋!!』主題歌
2. また出会える日まで [4:59]
作詞・作曲・編曲：Tommy & Sammy
レコーディングにはギターに設楽博臣、ベースに千ヶ崎学（KIRINJI）、ドラムに今村慎太郎、ストリングスに美央ストリングスが参加している[7]。
3. Go For All [3:56]
作詞：MiNE、作曲：Josef Melin、編曲：生田真心
4. 頑張れ、友よ! -Inst.-
5. また出会える日まで -Inst.-
6. Go For All -Inst.-

#### 初回限定盤A
1. 頑張れ、友よ!
2. Trust in yourself [3:49]
作詞：白井裕紀、作曲：Peter Heden・Gerson Rafael Bouman・川口進、編曲：Peter Heden
3. Trust in yourself -Inst.-

#### 初回限定盤B
1. 頑張れ、友よ!
2. サヨナラキス [4:44]
作詞：タナカヒロキ、作曲：Ryo Shiraki・石川陽泉、編曲：安部潤
3. サヨナラキス -Inst.-

### DVD

#### 初回限定盤A
1. 「頑張れ、友よ!」Music Clip
2. Making of「頑張れ、友よ!」Music Clip
3. Making of Jacket Shooting
4. 「頑張れ、友よ!」Dance Clip

#### 初回限定盤B
1. 第一回 A.B.C-Z紙相撲!! 〜オレたち応援屋!!場所〜
2. 「頑張れ、友よ!」Image Clip（Full ver.）